# Франсиско Гомес де Сандоваль и Падилья, 2-й герцог де Лерма
Франсиско Гомес де Сандоваль и Падилья, 2-й герцог Лерма (исп. Francisco de Sandoval y Rojas; июль 1598 — 13 ноября 1635) — испанский аристократ и военный, 2-й герцог Лерма, 2-й герцог Сеа и 2-й герцог Уседа.

## Биография
Родился в июле 1598 года в Мадриде. Старший сын Кристобаля де Сандоваля и Рохаса, 1-го герцога де Уседа (1577—1624), и Марианы де Падилья и Асуна, 5-й графини де Санта-Гадеа (ок. 1575—1611). Внук и преемник Франсиско де Сандоваля-и-Рохаса, 1-го герцога Лерма (1553—1625).
В 1603 году король Испании Филипп III пожаловал ему энкомьенду Боланьос в Ордене Калатрава.
31 мая 1624 года после смерти своего отца Франсиско Гомес де Сандоваль унаследовал его титулы и владения, став 2-м герцогом Сеа и 2-м герцогом Уседа. 17 мая 1625 года после смерти своего деда Франсиско Гомес де Сандоваль стал 2-м герцогом де Лерма.
В 1629 году он продолжил службу в армии Миланского герцогства, служа в Третьей Савойской армии. С этим подразделением он участвовал в Войне за Мантуанское наследство, принимая участие в таких операциях, как осада Казале. Затем он продолжил службу во Фландрии, где и умер в 1635 году.
Он был похоронен в доминиканском монастыре Сан-Пабло в Вальядолиде, который находился под его покровительством.

## Брак и потомство
20 ноября 1612 года в Королевском Алькасаре в Мадриде Франсиско Гомес де Сандоваль женился на Феличе Энрикес де Кабрера-и-Колонна (1594 — 13 февраля 1676), дочери Луиса Энрикеса де Кабреры, 4-го герцога Медины де Риосеко (? — 1600), и Виттории Колонны (1558—1637). От брака с Феличе Энрикес де Кабрера-и-Колонна у него было четверо детей:
- Кристобаль де Сандоваль и Рохас (2 декабря 1615 — ок. 1620)
- Мариана де Сандоваль и Рохас и Энрикес де Кабрера, 3-я герцогиня Лерма (16 ноября 1614 — 12 марта 1651), вышла замуж за Луиса Рамона де Арагона Фолька де Кардона и Кордова (1608—1670), 6-го герцога Сегорбе.
- Антония де Сандоваль Эррера де Рохас, 3-я герцогиня Уседа (? — 16 декабря 1636)
- Феличе де Сандоваль Урсино, 4-я герцогиня Уседа (? — 7 октября 1671), замужем за Гаспаром Тельес-Хироном-и-Сандовалем (1625—1694), 5-м герцогом Осуны (1625—1694).